# 佐藤舞
佐藤 舞（さとう まい、1995年5月6日 - ）は、日本の声優、舞台女優。アミュレート所属。

## 略歴
声優になろうと思ったきっかけは国語の授業において朗読が好きだったことや、友達の前で物真似をして笑わせる事が好きだったことから。きっかけの作品に『銀魂』を挙げている。また、小林ゆうのように少年役を演じることができることが目標だったという。
高校時代の三者面談で担任から「実現しないとは思うけど、やれるだけやってみたら」と言われたことに強い悔しさと「絶対に見返したい！」という思いを抱き、それをきっかけに声優の道を志した。
高校卒業後は声優専門学校を経て、2016年に『ニーノとミーヤのおうちきねんび』で声優デビュー。事務所所属前は脚本や演出をしていた幼馴染と共に、女性のみの舞台のコントをしていた。

## 人物
趣味には料理レシピの動画視聴、特技にはお好み焼きをきれいに焼くことをそれぞれ挙げている。

## 出演
太字はメインキャラクター。

### テレビアニメ
2016年
- PJベリーのもぐもぐむにゃむにゃ（小たまねぎ、おばさん）

2018年
- LOST SONG（女子学生）

2020年
- 異常生物見聞録（子狼B）

2021年
- アイ★チュウ（観客）
- iiiあいすくりん（2021年 - 2022年、茶々） - 2シリーズ

2022年
- CUE!（明神凛音、子猫〈ミーコ〉）
- サマータイムレンダ（影〈子〉）

2023年
- MIX MEISEI STORY 2ND SEASON 〜二度目の夏、空の向こうへ〜（女子B）

2024年
- クマーバ（タブリス） - 2シリーズ

2025年
- 猫になりたい田万川くん（百架）

### Webアニメ
- ニーノとミーヤのおうちきねんび（2016年、次男）
- クマーバチャンネル（タブリス）

### ゲーム
2017年
- CHAOS;CHILD らぶchu☆chu!!
- 予言者育成学園 Fortune Tellers Academy（アイドルユニット《バス★テット》・フーコ）
- 温泉むすめ（那須一与）
- ナイツクロニクル（エリン）
- デスティニーチャイルド（アルゲース）

2018年
- マジェスティック☆マジョリカル
- ドラゴンアウェイクン（精霊の巫女）
- オルターレコードアジャストメント（フロイト）
- テリアサーガ（コロナ、ドリエン）
- ファントム オブ キル（カシウス）

2019年
- アークオーダー（アクエリアス）
- エンゲージプリンセス（クロンカイト）
- CUE!（明神凛音）

2020年
- 幻想マネージュ（クララ）
- けものフレンズ3（アカミミガメ）
- 原神（キャサリン）

2022年
- ファントムブレイカー オムニア（マエストラ）

2023年
- タイムギャル リバース（ルナ）

2024年
- ファントム オブ キル -オルタナティブ・イミテーション-（カシウス）
- 逆転オセロニア（ラステア）

### ドラマCD
- おやゆび姫（おやゆび姫）

### ボイスドラマ
- 怪談イズデッド（田山さん、マナちゃん、女子生徒）

### ラジオ
- アニラジ!ボイスサンクチュアリ（2015年 - 2016年、FM長野）

### 舞台
- ヒロセプロジェクト「彼女はきっと魔法を使う2017」（チームM 千歌、チームK 灯）
- 無伴奏Δ組曲「3」（よっちゃん、相葉、一年生、チャラいサンタ、ブーちゃん）
- 無伴奏Δ組曲「こじんら」[32]
- 朗読劇『シアター』再演（2024年5月15日 - 26日　シアター風姿花伝)　南千沙子 役

## ディスコグラフィ

### キャラクターソング
| 発売日   | 商品名                                       | 歌 | 楽曲 | 備考                                                   |
| 2017年   | 2017年                                       | 2017年                                                                                                   | 2017年 | 2017年                                                 |
| -------- | -------------------------------------------- | --- | --- | ------------------------------------------------------ |
| 11月26日 | 予言者育成学園 楽曲集                        | バス★テット                                                                                              | 「Shining World」                                                                                              | ゲーム『予言者育成学園 Fortune Tellers Academy』関連曲 |
| 2019年   |                                              | | |                                                        |
| 8月7日   | キミにGod 4 Love♥                            | アルマス（鷲見友美ジェナ）、ティファレト（須田裕莉香）、フェイルノート（赤尾ひかる）、カシウス（佐藤舞） | 「キミにGod 4 Love♥」                                                                                          | ゲーム『ファントム オブ キル』関連曲                   |
| 9月1日   | 永遠Summer…                                  | アルマス（鷲見友美ジェナ）、ティファレト（須田裕莉香）、フェイルノート（赤尾ひかる）、カシウス（佐藤舞） | 「永遠Summer…」                                                                                                | ゲーム『ファントム オブ キル』関連曲                   |
| 11月27日 | Forever Friends                              | AiRBLUE                                                                                                  | 「Forever Friends」                                                                                            | ゲーム『CUE!』オープニングテーマ                       |
| 11月27日 | Forever Friends                              | AiRBLUE                                                                                                  | 「さよならレディーメイド」                                                                                     | ゲーム『CUE!』関連曲                                   |
| 11月27日 | Forever Friends                              | Moon | 「Forever Friends」                                                                                            | ゲーム『CUE!』関連曲                                   |
| 2020年   |                                              | | |                                                        |
| 2月12日  | MiRAGE! MiRAGE!!                             | Moon | 「MiRAGE! MiRAGE!!」 「ヒカリニ染マル未来」 「our song」                                                       | ゲーム『CUE!』関連曲                                   |
| 3月15日  | Filli Bestia                                 | カシウス・獣刻・ウロボロス（佐藤舞）                                                                     | 「Filli Bestia」 「永遠Winter…」                                                                               | ゲーム『ファントム オブ キル』関連曲                   |
| 3月25日  | beautiful tomorrow                           | AiRBLUE                                                                                                  | 「beautiful tomorrow」 「私たちはまだその春を知らない」                                                        | ゲーム『CUE!』関連曲                                   |
| 3月25日  | beautiful tomorrow                           | Moon | 「beautiful tomorrow」                                                                                         | ゲーム『CUE!』関連曲                                   |
| 8月26日  | Colorful／カレイドスコープ                   | AiRBLUE                                                                                                  | 「Colorful」 「カレイドスコープ」                                                                              | ゲーム『CUE!』関連曲                                   |
| 8月26日  | Colorful／カレイドスコープ                   | Moon | 「Colorful」                                                                                                   | ゲーム『CUE!』関連曲                                   |
| 9月16日  | Reach For The World!                         | Moon | 「Reach For The World!」 「Determination-声の架け橋-」 「CUTE♡CUTE♡CUTE♡」                                     | ゲーム『CUE!』関連曲                                   |
| 2021年   |                                              | | |                                                        |
| 1月6日   | 最高の魔法                                   | AiRBLUE                                                                                                  | 「最高の魔法」 「白い沿線」                                                                                    | ゲーム『CUE!』関連曲                                   |
| 1月6日   | 最高の魔法                                   | Moon | 「最高の魔法」                                                                                                 | ゲーム『CUE!』関連曲                                   |
| 4月21日  | Talk about everything                        | AiRBLUE                                                                                                  | 「CUTE♡CUTE♡CUTE♡」 「ミライキャンバス」 「our song」 「Radio is a Friend!」 「マイサスティナー」 「雫の結晶」 | ゲーム『CUE!』関連曲                                   |
| 2022年   |                                              | | |                                                        |
| 1月26日  | スタートライン／はじまりの鐘の音が鳴り響く空 | AiRBLUE                                                                                                  | 「スタートライン」                                                                                             | テレビアニメ『CUE!』オープニングテーマ                 |
| 1月26日  | スタートライン／はじまりの鐘の音が鳴り響く空 | AiRBLUE                                                                                                  | 「はじまりの鐘の音が鳴り響く空」                                                                               | テレビアニメ『CUE!』エンディングテーマ                 |
| 1月26日  | スタートライン／はじまりの鐘の音が鳴り響く空 | AiRBLUE                                                                                                  | 「空合ぼくらは追った」                                                                                         | テレビアニメ『CUE!』関連曲                             |
| 1月26日  | スタートライン／はじまりの鐘の音が鳴り響く空 | Moon | 「スタートライン」 「はじまりの鐘の音が鳴り響く空」                                                            | テレビアニメ『CUE!』関連曲                             |
| 3月16日  | CUE! BD第1巻 きゃにめ特典CD                  | 明神凛音（佐藤舞）                                                                                       | 「Forever Friends」                                                                                            | ゲーム『CUE!』関連曲                                   |
| 4月20日  | CUE! BD第2巻 きゃにめ特典CD                  | 明神凛音（佐藤舞）                                                                                       | 「さよならレディーメイド」                                                                                     | ゲーム『CUE!』関連曲                                   |
| 5月18日  | Tomorrow's Diary／ゆめだより                 | AiRBLUE                                                                                                  | 「Tomorrow's Diary」                                                                                           | テレビアニメ『CUE!』オープニングテーマ                 |
| 5月18日  | Tomorrow's Diary／ゆめだより                 | AiRBLUE                                                                                                  | 「ゆめだより」                                                                                                 | テレビアニメ『CUE!』エンディングテーマ                 |
| 5月18日  | Tomorrow's Diary／ゆめだより                 | AiRBLUE                                                                                                  | 「Road to Forever」                                                                                            | テレビアニメ『CUE!』関連曲                             |
| 5月18日  | Tomorrow's Diary／ゆめだより                 | Moon | 「Tomorrow's Diary」 「ゆめだより」                                                                            | テレビアニメ『CUE!』関連曲                             |
| 6月15日  | CUE! BD第4巻特典CD                           | 明神凛音（佐藤舞）                                                                                       | 「beautiful tomorrow」 「Colorful」 「最高の魔法」 「ミライキャンバス」                                        | ゲーム『CUE!』関連曲                                   |
| 8月17日  | CUE! BD第6巻 きゃにめ特典CD                  | 明神凛音（佐藤舞）                                                                                       | 「スタートライン」 「はじまりの鐘の音が鳴り響く空」                                                            | テレビアニメ『CUE!』関連曲                             |

### 歌手参加楽曲
| 発売日        | 商品名          | 歌     | 楽曲                | 備考                                                       |
| ------------- | --------------- | ------ | ------------------- | ---------------------------------------------------------- |
| 2022年3月15日 | Let It All Burn | 佐藤舞 | 「Let It All Burn」 | ゲーム『ファントムブレイカー：オムニア』オープニングテーマ |